# 杰茜卡·加拉格尔
杰茜卡·加拉格尔（英語：Jessica Gallagher，1986年3月14日—），澳大利亚女子高山滑雪、自行车、赛艇、田径运动员。她曾代表澳大利亚参加2012年和2016年夏季残疾人奥林匹克运动会，获得三枚铜牌。